# Mary McCarty
Mary McCarty (Winfield, 27 settembre 1923 – Los Angeles, 30 aprile 1980) è stata un'attrice e cantante statunitense.

## Biografia
È nota soprattutto come attrice teatrale e ha recitato a Broadway in dieci produzioni diverse di musical e opere di prosa: Sleepy Hollow (1948; Theatre World Award), Small Wonder (1948), Miss Liberty (1949), Bless You All (1953), A Rainy Day in Newark (1963), Follies (1971), Sondheim: A Musical Celebration (1973), Irene (1973), Chicago (1975) e Anna Christie (1977). In Anna Christie, la sua ultima apparizione sulle scene newyorchesi, interpretò Marthy Owen accanto a Liv Ullmann e John Lithgow e per la sua performance fu candidata al prestigioso Tony Award alla miglior attrice non protagonista in uno spettacolo.
Mary McCarty era omosessuale e secondo lo storico e biografo William J. Mann ebbe una lunga relazione con l'attrice Margaret Lindsay, conclusasi nel 1980 con la morte della McCarty.

## Filmografia

### Cinema
- Rondine senza nido (Rebecca of Sunnybrook Farm), regia di Allan Dwan (1938)
- High School, regia di George Nichols Jr. (1940)
- La famiglia Sullivan (The Fighting Sullivans), regia di Lloyd Bacon (1944)
- Nel frattempo, cara (In the Meantime, Darling), regia di Otto Preminger (1944)
- Bells of Rosarita, regia di Frank McDonald (1945)
- La linea francese (The French Line), regia di Lloyd Bacon (1953)
- Il grande pescatore (The Big Fisherman), regia di Frank Borzage (1959)
- Il letto racconta (Pillow Talk), regia di Michael Gordon (1959)
- Babes in Toyland, regia di Jack Donohue (1961)
- All That Jazz - Lo spettacolo comincia (All That Jazz), regia di Bob Fosse (1979)

### Televisione
- The Red Skelton Show – serie TV, 6 episodi (1955)
- La valle dei pini (All My Children) – soap opera, 1 episodio (1970)
- Medical Center – serie TV, 2 episodi (1972-1976)
- Trapper John (Trapper John, M.D.) – serie TV, 22 episodi (1979-1980)